# 耶稣美名歌
《耶稣美名歌》是美国传教士富善根据中国民歌《茉莉花》的曲调而写的一首基督教圣诗，第二至四节是唐守临所写。本诗在1911年就已选入《颂主圣名》。

## 歌词
第一段歌词：
美哉！圣哉！耶稣名，鲜於奇花最香馨，早也暮也我常念，欣然传出使人听。奇哉！奇哉！耶稣恩，救主爱罪人，临于凡间舍已身。